# Wonlo Coulibaly
Wonlo Coulibaly (22 dicembre 1991) è un calciatore ivoriano, difensore dell'Al-Nasiriyah.

## Carriera

### Club
Ha giocato nei campionati ivoriano, congolese (Repubblica Democratica del Congo), omanita e iracheno.

### Nazionale
È stato convocato per la Coppa d'Africa 2019.